# Scleria elongatissima
Scleria elongatissima là loài thực vật có hoa trong họ Cói. Loài này được Piérart miêu tả khoa học đầu tiên năm 1953.